# Československá armáda
Československá armáda představovala ozbrojené síly Československa v letech 1918 až 1992. Dobrovolnické jednotky (známé jako Československé legie) vznikly v zahraničí ještě před vznikem samostatného státu a účastnily se 1. světové války. Budování domácího vojska začalo 28. října 1918, kdy byl Josef Scheiner jmenován nejvyšším správcem československých vojsk. V prvních měsících existence republiky byla její armáda nasazena v Sudetech proti německým povstalcům, s maďarskou armádou vedla válku o Slovensko a s polskou armádou tzv. sedmidenní válku o Těšínsko.
Československá branná moc mobilizovala při pokusu Karla I. o restauraci monarchie v Uhrách roce 1921. Ve 30. letech došlo k posílení armády, která se připravovala na obranu před nacistickým Německem a horthyovským Maďarskem na základě spojenectví s Francií, SSSR a Malou dohodou. V květnu 1938 byla vyhlášena částečná mobilizace, 23. září všeobecná mobilizace. K válce s Německem (Fall Grün) nedošlo v důsledku mnichovské dohody, ale československá armáda a Stráž obrany státu vedly boje v pohraničí proti sudetoněmeckým, maďarským a polským vojenským a polovojenským oddílům.
Německé okupaci českých zemí v březnu 1939 vzdorovali pouze vojáci bránící Czajankova kasárna; intenzivnější boje se vedly během maďarské invaze na Podkarpatskou Rus. Slovenský štát zřídil vlastní ozbrojené síly, které po čs. armádě převzaly vojenské objekty včetně výzbroje a výstroje. V dubnu 1939 zahájili Němci likvidaci čs. armády; v protektorátu existovalo jen vládní vojsko. Proti okupantům se postavil domácí a zahraniční vojenský odboj. V Polsku vznikla Legie Čechů a Slováků, jednotky zřizované orgány čs. zahraniční armády nebo západními Spojenci bojovaly např. v bitvě o Francii, bitvě o Británii a v severní Africe. Na východní frontě se v roce 1942 začala formovat tzv. Svobodova armáda, jenž se z praporu rozrostla až na 1. čs. armádní sbor, který se podle Košického vládního programu stal základem armády v osvobozeném Československu.
Po komunistickém převratu v únoru 1948 proběhly v armádě čistky namířené především proti příslušníkům západního (v některých případech i východního) odboje. Od roku 1954 se začalo používat označení Československá lidová armáda. Vojenská závislost na SSSR se prohloubila po podpisu Varšavské smlouvy v roce 1955. Invazi „spřátelených“ vojsk v srpnu 1968 se ČSLA nepostavila. Po sametové revoluci bylo v roce 1990 z názvu armády vypuštěno označení „lidová“. V roce 1992 došlo rozdělení Československa i jeho armády; k 1. lednu 1993 vznikla Armáda České republiky a Armáda Slovenské republiky.

## Názvy v průběhu let
Oficiální název na základě branného zákona byl v době trvání Československa:
- od 19. března 1920 – Československá branná moc[9]
- od 2. května 1958 – Ozbrojené síly Československé republiky[4]
- od 11. července 1960 – Ozbrojené síly Československé socialistické republiky[pozn. 5]
- od 29. března 1990 – Ozbrojené síly Československé federativní republiky[pozn. 6]
- od 24. dubna 1990 – Ozbrojené síly České a Slovenské Federativní Republiky[pozn. 7]

## Vznik armády 1918–1920

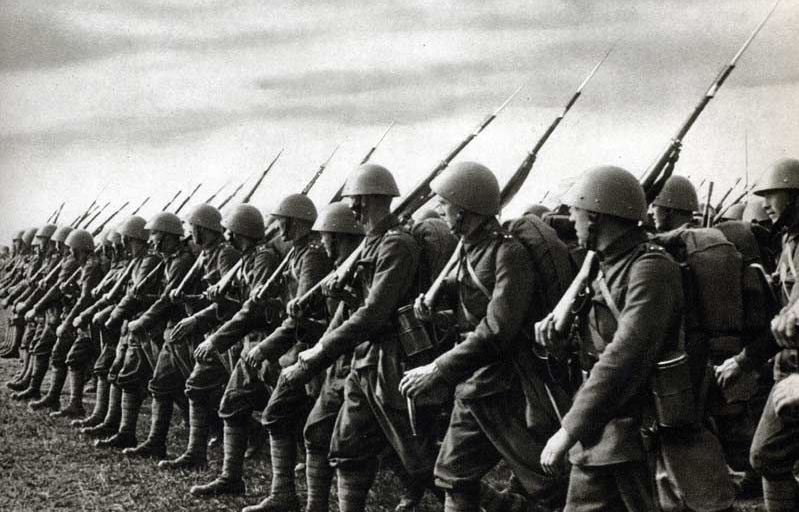
Českoslovenští vojáci v přilbách vz. 32 s puškami vz. 24

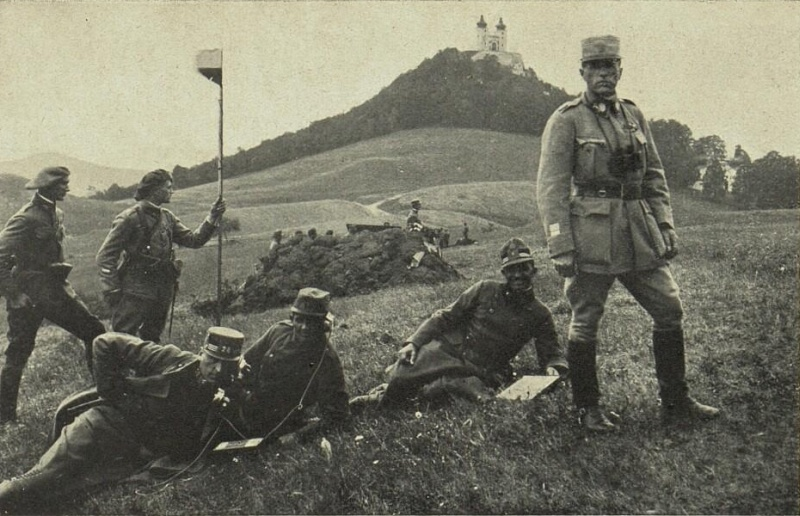
Československá armáda v bojích proti Maďarům na Slovensku

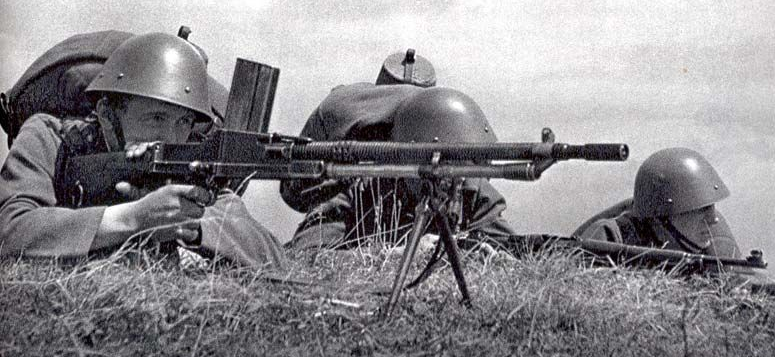
Českoslovenští vojáci s lehkým kulometem vz. 26

Po rozbití Rakouska-Uherska a vytvoření Československa v říjnu 1918 došlo k formování nové československé armády, 30. října 1918 byl jejím vrchním velitelem z pověření Národního výboru československého pověřen někdejší polní podmaršálek rakousko-uherské armády Jan Diviš. I když existovaly úvahy o tom, že armáda bude v novém státě nahrazena milicí, z tohoto konceptu sešlo a nová československá vláda převzala prakticky základní rakousko-uherské branné zákony. Jako první vznikly dobrovolnické organizace, které se většinou skládaly z bývalých českých vojáků rakousko-uherské armády. K nim postupně přibyly jednotky československých legií v Itálii a ve Francii, které však byly podřízeny velitelům z těchto zemí. Z důvodu nedostatku odborníků byla uzavřena dne 20. ledna 1919 smlouva, ve které bylo stanoveno, že náčelník francouzské vojenské mise bude zároveň náčelníkem hlavního štábu Československé armády.[zdroj?]
Vytváření československé armády probíhalo za chodu a výrazně se do něho promítly boje, které museli českoslovenští vojáci podstupovat. V listopadu a v prosinci roku 1918 probíhaly boje s německými separatisty, kteří chtěli připojit české pohraničí k Německu, přičemž armádě se nakonec podařilo zajistit veškeré území, které náleželo ke Koruně české. Armáda též zajišťovala Těšínsko, což vyvrcholilo tzv. Sedmidenní válkou v lednu 1919. Československo-polský spor o Těšínsko se podařilo diplomaticky urovnat teprve roku 1920. Nejobtížnější situace však nastala na Slovensku a na Podkarpatské Rusi, kde se Maďaři odmítali vzdát svých územních ambicí. Jestliže obsazování jižního Slovenska československou armádou probíhalo na počátku roku 1919 docela úspěšně, pak po vzniku Maďarské republiky rad došlo ke změně situace. Dobře vyzbrojená maďarská armáda obsadila značnou část Slovenska a katastrofě musel zabránit až přísun posil pod velením Josefa Šnejdárka, jehož vojska v bitvě o Zvolen přivodila obrat a znovu zajistila oblasti obsazené Maďary.[zdroj?]
V roce 1920 došlo k rozpuštění posledních dobrovolnických sborů a byla přijata unifikace, při které byly dislokovány pravidelné pluky Československé armády. Zároveň došlo i k návratu československých legií z Ruska, čímž získala armáda další zkušené bojovníky.[zdroj?]

## Armáda ve 20. letech

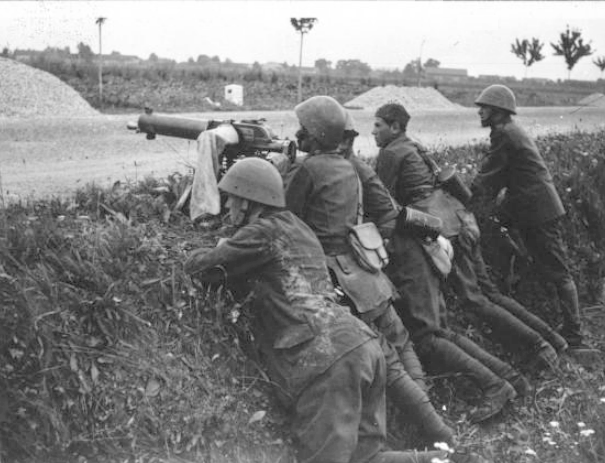
Českoslovenští vojáci během cvičení s těžkým kulometem vz. 24

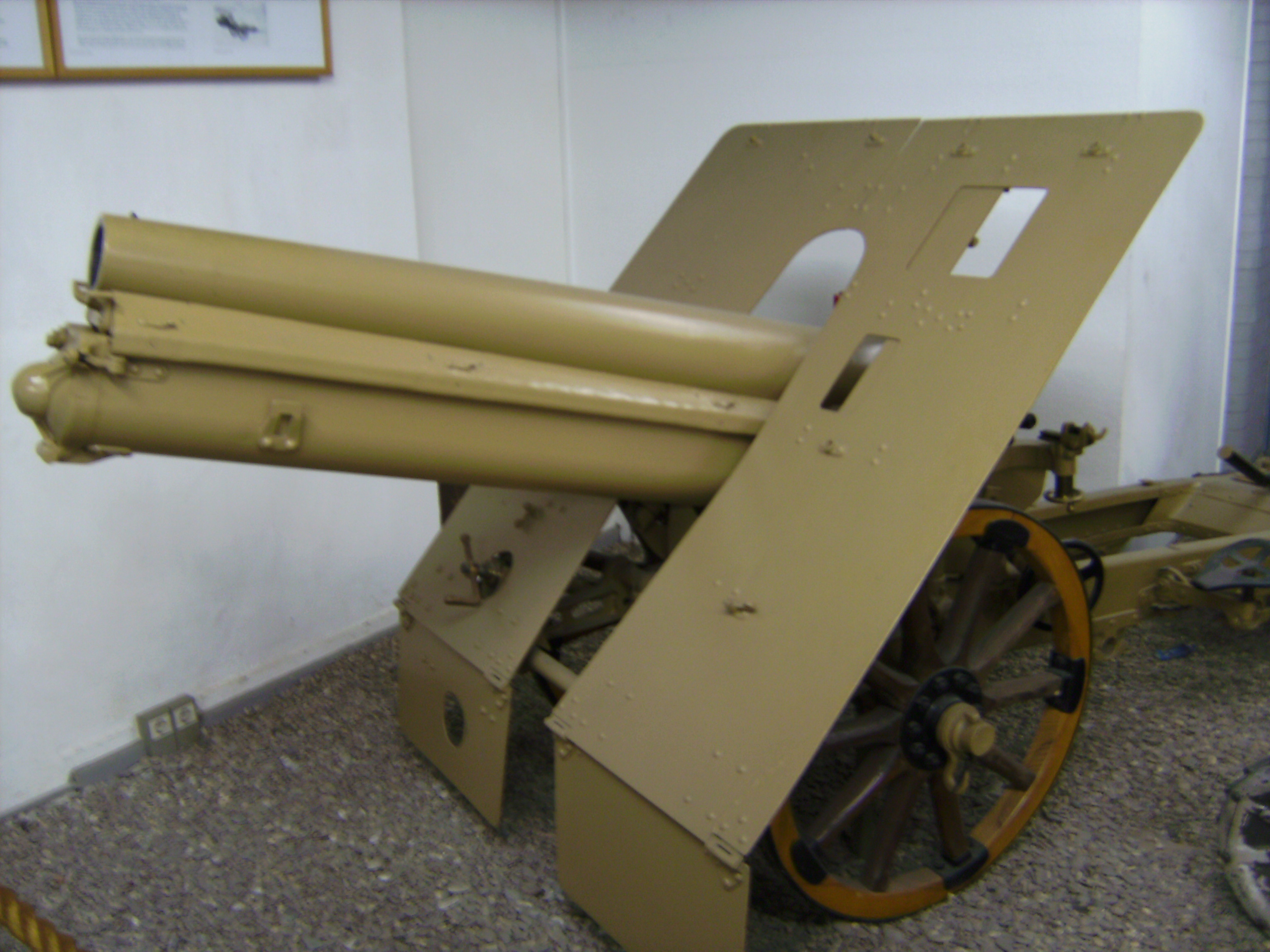
10cm horská houfnice M 16/19

V Československé armádě došlo v roce 1922 k další reorganizaci, při níž vzniklo 12 pěších divizí, 2 horské brigády a 3 jezdecké brigády, o celkovém počtu 150 000 mužů. Tento mírový stav mohl být v případě ohrožení navýšen o brance, podléhající základní vojenské službě. Ta trvala 24 měsíců, od roku 1924 jen 18 měsíců. Čs. armáda též kladla velký důraz na výzbroj, která se skládala z různých typů zbraní s nejednotnou municí. Základní zbraní vojáků se tak stala puška vz. 24, která vycházela z typu Mauser stejně, jako důstojnická pistole vz. 24. Do výzbroje byl zaveden těžký kulomet vz. 24 a lehký kulomet vz. 26. Značná část kanónů, převzatá po rakousko-uherské armádě (např. 7,5cm horský kanón M 15, 10cm horská houfnice M 16 či 15cm hrubá houfnice M 14), byla vyráběna plzeňskou Škodovkou, která ve výrobě různých typů děl a houfnic pokračovala i v poválečném období. Do armády se začaly zavádět i první dělostřelecké tahače, nejdříve dovážené, později i české výroby (od výrobců Škoda Plzeň, Praga) a také nákladní automobily. Mezi vybavení armády též patřily obrněné automobily (OA vz. 23, OA vz. 27, OA vz. 30), obrněné vlaky či obrněné drezíny. Armáda také nakoupila první tanky z Francie, kterými byly Renaulty FT-17. Po rakousko-uherské armádě zůstaly v Československu různé typy letounů (např. Hansa-Brandenburg B.I, Phönix C.I, Aviatik D.I a další), které byly ovšem zastaralé a v nevalném technickém stavu. Později byly pro armádu získány letouny z Francie (SPAD S.VII, SPAD S.XIII, Salmson 2 a jiné) – viz Československé vojenské letouny po první světové válce. Záhy se však rozběhla výroba prvních čs. vojenských letadel, mezi nejúspěšnější typy patřily Avia BH-3, Avia BH-9, Aero A-18, Aero A-11 či Letov Š-18.[zdroj?]
V období počátku 20. let byly uzavřeny spojenecké smlouvy s Francií proti Německu a s Jugoslávií a Rumunskem proti Maďarsku (tzv. Malá dohoda). Od poloviny 20. let se změnila situace i ve vedení armády, na nejvyšší místa nastoupili českoslovenští generálové a vliv francouzské vojenské mise poklesl. Prvním československým náčelníkem hlavního štábu se stal generál Jan Syrový.

## Armáda ve 30. letech

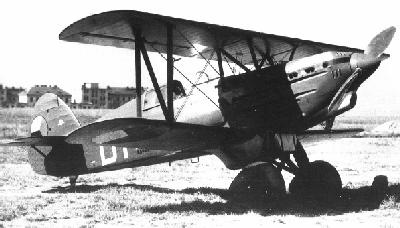
Československý stíhací letoun Avia B-534

Počátkem 30. let se začala zřetelně měnit bezpečnostní situace Československa. K moci v Německu se dostal Adolf Hitler, o jehož expanzívních záměrech nebylo pochyb. Československá armáda musela na tento stav rychle reagovat zásadními opatřeními, a to i přesto, že se světová ekonomika nacházela v hospodářské krizi. Nejvyšší rada obrany státu rozhodla v roce 1934 zrychlit modernizaci armády a doplnit výzbroj. Změny přineslo i jmenování generála Ludvíka Krejčího do čela armády, který učinil řadu nezbytných opatření. Byla provedena reorganizace a modernizace armády, opět zavedena dvouletá základní vojenská služba, začalo se stavět pohraniční opevnění. Vojenské výdaje na obranu státu neustále rostly a díky nim přicházely i nové pracovní příležitosti pro československé občany.[zdroj?]
Československá armáda získala v tomto období nové typy zbraní. Byl zkonstruován nový těžký kulomet vz. 37, v brněnské Zbrojovce se připravovala výroba prvního čs. samopalu. Dělostřelectvo i pěchota byly vybaveny novými houfnicemi a kanóny (např. 3,7cm protitankový kanón vz. 37, 10,5cm hrubý kanón vz. 35 a další), došlo k značnému nárůstu počtu dělostřeleckých tahačů, nákladních i osobních automobilů (např. Tatra 85, Praga RN, Tatra 57) a motocyklů. Armáda byla vybavena postupně tančíky vz.33 a tanky LT-34 a LT-35, připravovala se výroba moderního tanku LT-38.[zdroj?]
Modernizovalo se i letectvo, nejrozšířenějším stíhacím letounem se stala Avia B-534, nejrozšířenějším víceúčelovým letounem Letov Š-328. Ve francouzské licenci byl vyráběn dvoumotorový bombardovací letoun Aero MB-200. Ze Sovětského svazu byly dodány moderní bombardéry Tupolev SB-2, začaly přípravy na jejich licenční výrobu, ale ta se rozběhla až po okupaci. Byla připravována výroba moderních stíhaček Avia B-35 a Avia B-135.[zdroj?]
V roce 1935 uzavřelo Československo se Sovětským svazem spojeneckou smlouvu o vzájemné pomoci v případě německého útoku. Reorganizace čs. armády byla ukončena v roce 1938. V míru se skládala ze 7 velitelství sborů, 17 pěších divizí a 4 rychlých divizí, přičemž její početní stav činil 200 000 mužů, z čehož 74,4 % bylo české, slovenské nebo jiné slovanské národnosti, 19,4 % Němců, zbytek tvořili Maďaři a ostatní. Mobilizační plán z roku 1936 počítal v případě vyhlášení mobilizace s povoláním 972 747 mužů. Z nich mělo být 718 230 slovanského, 192 844 německého a 61 671 maďarského původu. Podíl Slováků mezi důstojníky činil 3,6 až 5 %.
V letech 1936–39 se českoslovenští muži v řadách Interbrigády účastnili španělské občanské války na straně republikánů. V květnu roku 1938 byla v důsledku zhoršující se situace vyhlášena částečná mobilizace a 23. září 1938 v důsledku mnichovské krize mobilizace všeobecná. Armáda v té době měla 42 divizí, celkem asi 1,5 milionu mužů, a v přepočtu zbraní na počet obyvatel bylo Československo nejvyzbrojenějším státě na světě. Britský vojenský atašé v Praze podplukovník H. C. T. Stronge odhadoval, že Československá armáda by v případě vypuknutí války mohla vzdorovat německému Wehrmachtu sama asi čtvrt roku, avšak s podporou Francie, Sovětského svazu a případně Spojeného království neomezeně dlouho. Také náčelník generálního štábu německých pozemních sil Ludwig Beck v té době soudil, že Wehrmacht není zatím na válku s Československem připraven, a pokud by se navíc do války zapojila Francie, skončil by střet pro třetí říši katastrofou. K ozbrojenému střetnutí nakonec nedošlo, protože se Československo rozhodlo přijmout podmínky Mnichovské dohody.
Poté byly pohraniční oblasti Československa postupně předány Německu, Polsku a Maďarsku. Armáda se v tomto období podílela nejen na evakuaci těchto oblastí a zajištění nových státních hranic, ale vedla boje zejména s maďarskými polovojenskými jednotkami a s ukrajinskými nacionalisty. K ozbrojeným střetům docházelo i s Němci, kteří si chtěli přivlastnit více území, než stanovovala Mnichovská dohoda. K další reorganizaci již nestačilo dojít, protože české země byly v březnu 1939 okupovány Německem a vznikl Protektorát Čechy a Morava, na Slovensku vznikl samostatný Slovenský stát.

## Českoslovenští vojáci ve válečném období

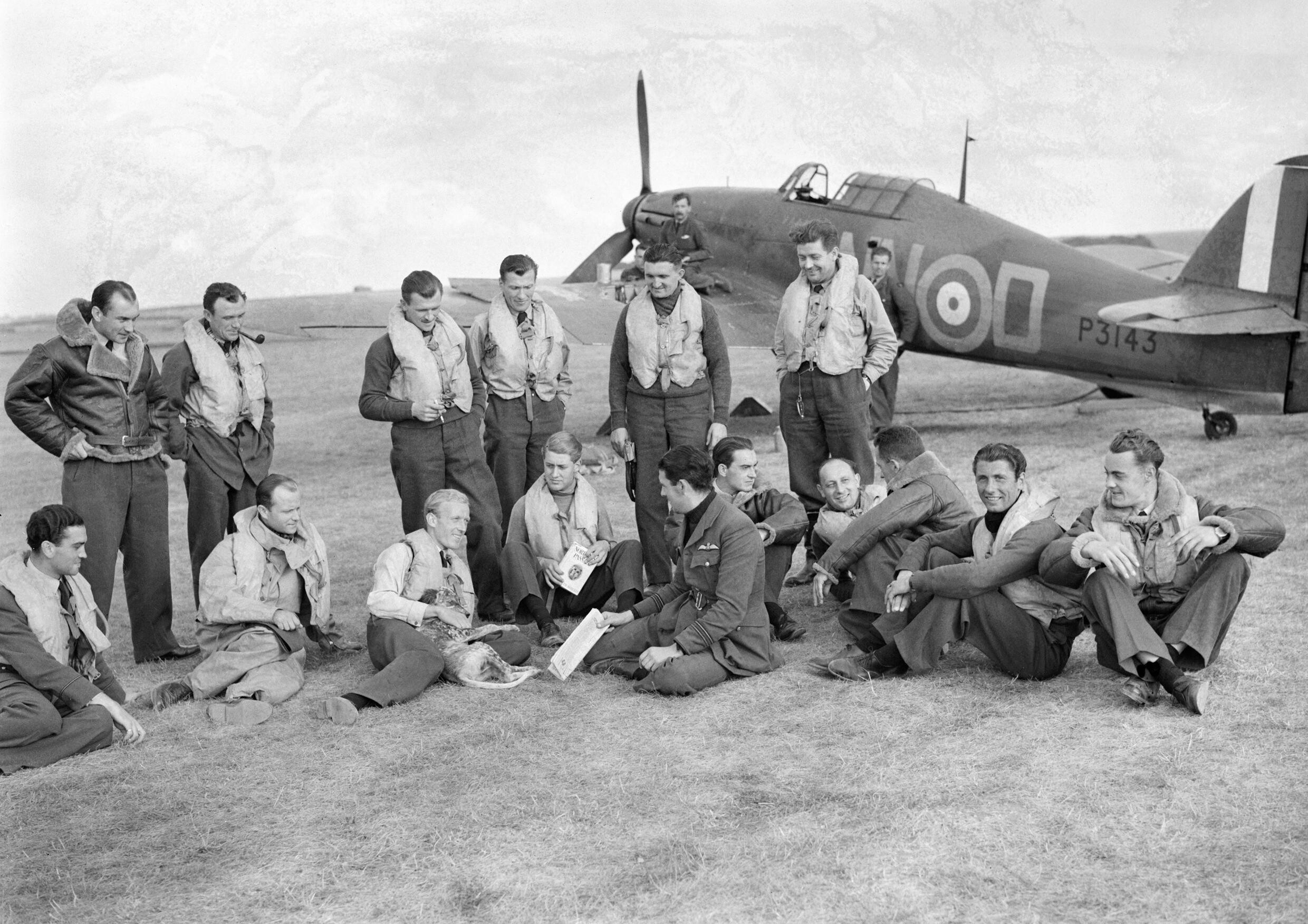
Piloti 310. československé stíhací perutě

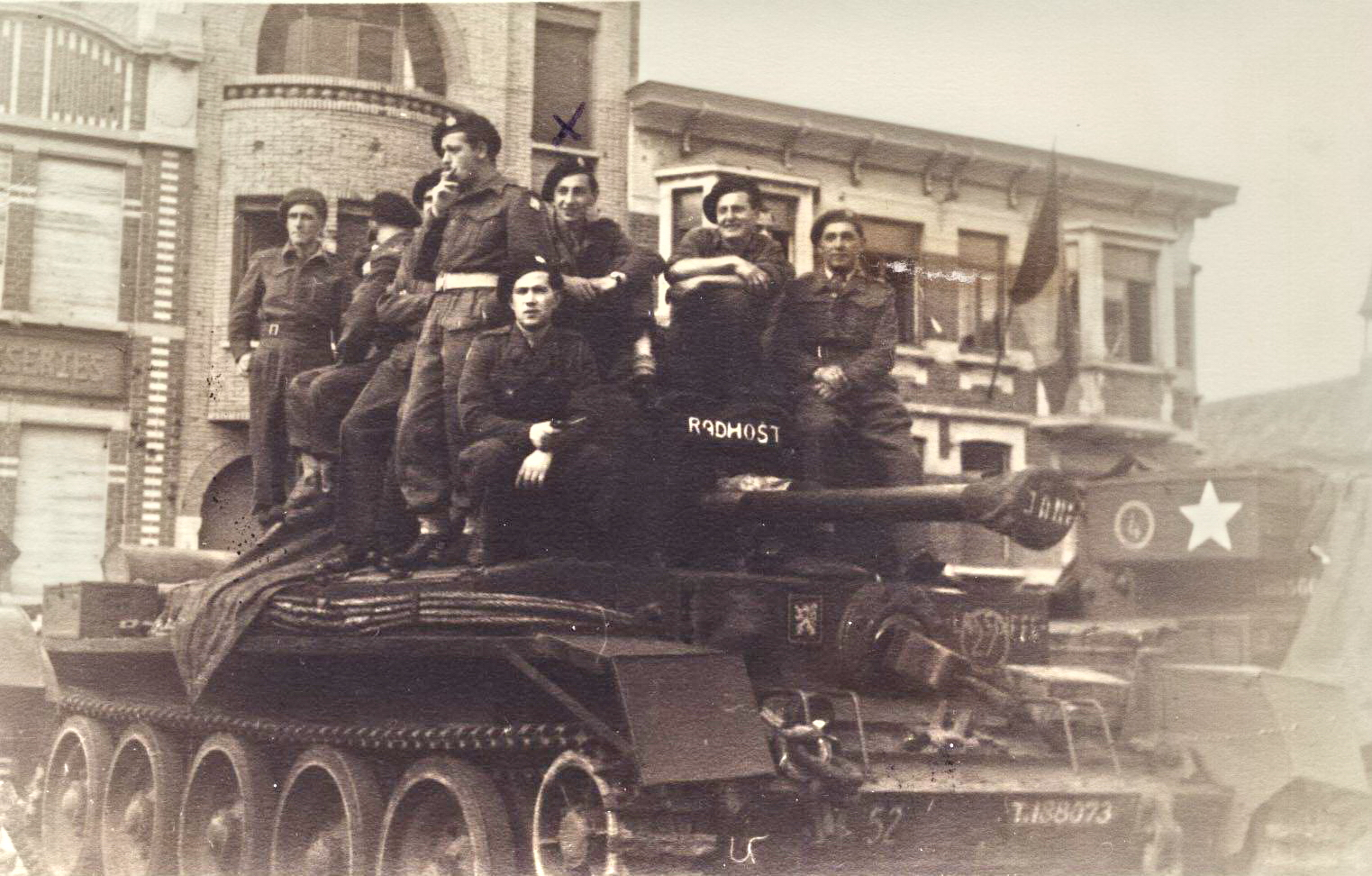
Vojáci Československé samostatné obrněné brigády v Belgii

V březnu roku 1939 vznikly rozdílné podmínky pro vojáky z Čech a Moravy a pro vojáky ze Slovenska. Zatímco v českých zemích byla armáda rozpuštěna a vzniklo pouze nepočetné loutkové vládní vojsko, pak na Slovensku došlo k ustanovení Slovenské armády, která se účastnila invaze do Polska i Operace Barbarossa a následných bojů proti SSSR. Velká skupina vojáků z českých zemí, ale i někteří slovenští vojáci, odešli v prvních letech po rozbití republiky do zahraničí, kde se účastnili bojů na straně Spojenců. Nejprve bojovali proti Němcům v Polsku a ve Francii, v roce 1940 se začaly tvořit zahraniční jednotky v Palestině, kde vznikl Československý pěší prapor 11 – Východní, který se vyznamenal v bojích o Tobrúk a který se postupně rozrostl na Československou samostatnou obrněnou brigádu. V letecké bitvě o Británii se vyznamenaly výrazným způsobem československé perutě v RAF. V Sovětském svazu vznikl v roce 1942 1. čs. samostatný polní prapor, který se po bitvě u Sokolova, bitvě o Kyjev a účasti v žytomyrsko-berdyčevské a korsuň-ševčenkovské operaci rozrostl na 1. československý armádní sbor. V SSSR vznikl i 1. československý stíhací letecký pluk, který se postupem času rozrostl na divizi, a 2. československá paradesantní brigáda, která se rekrutovala zejména ze slovenských vojáků, kteří přešli na stranu Spojenců. Tyto východní jednotky vstoupily v závěru roku 1944 v Karpatsko-dukelské a počátkem roku 1945 v Ostravsko-opavské operaci na území Československa již jako silná a dobře vyzbrojená armáda.[zdroj?]
Mnoho československých vojáků bylo během války zapojeno do domácího protinacistického odboje nebo působilo v partyzánském odboji jak na území Čech a Moravy, tak na území Slovenska ve Slovenském národním povstání. V roce 1945 se vojáci aktivně zapojili do květnového povstání, které bylo jedním z faktorů zhroucení fronty a rychlého osvobození českých zemí v samotném závěru války.[zdroj?]

## Československá armáda 1945–1954

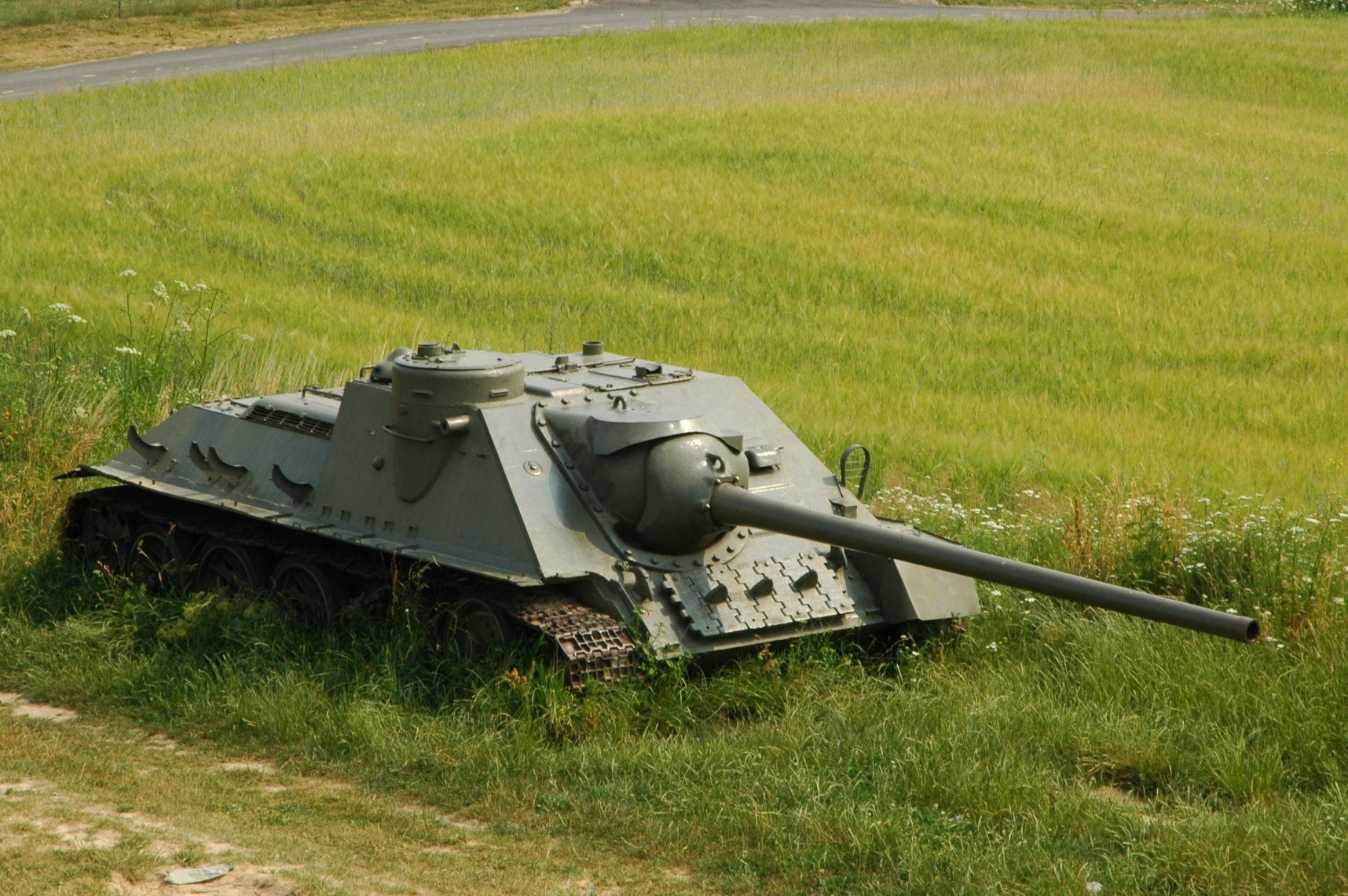
Samohybné dělo SU-100

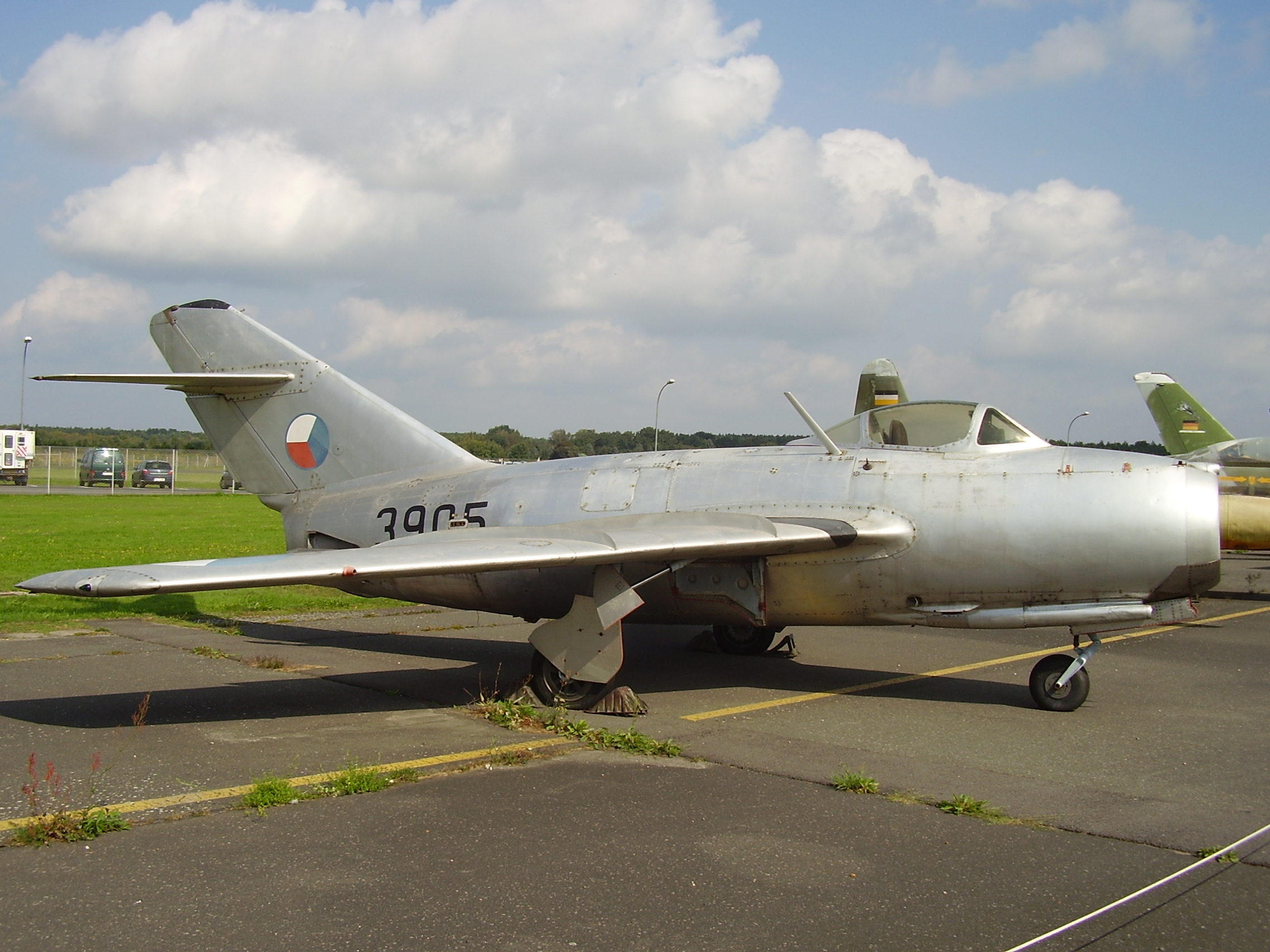
Československý MiG-15bis (čs. označení S-103) v berlínském muzeu

Dne 25. května 1945 byla schválena Prozatímní organizace československé branné moci, podle níž došlo k reorganizaci československé armády. Do země se postupně vraceli vojáci, kteří bojovali proti nacismu na všech frontách druhé světové války. Území Československa bylo rozděleno na čtyři oblasti, ve kterých vzniklo postupně 16 pěších divizí, které doplňoval tankový sbor a dělostřelecká divize. Počáteční optimismus v plánech na přestavbu armády byl vystřídán vystřízlivěním, pramenícím z rozvrácené poválečné ekonomiky a z nedostatku lidských a materiálních zdrojů. Československá armáda byla po válce pověřena provedením odsunu Němců a Maďarů a byla zapojena i do pomoci v národním hospodářství. Vedle jednotek Sboru národní bezpečnosti se účastnila i bojů proti banderovcům. Po reorganizaci armády v roce 1947 byly sníženy stavy a řada jednotek zanikla. Po únoru 1948, kdy se moci v Československu ujali komunisté, došlo k výrazným změnám i v armádě. Z armády byla nucena odejít více než polovina důstojníků, začalo docházet i k perzekucím vojáků. V rámci politických procesů byli souzeni zejména vojáci, kteří bojovali za druhé světové války v západní Evropě, ale paradoxně docházelo i ke stíhání některých vojáků, bojujících na frontě východní. Armáda se dostala zcela do moci KSČ a v roce 1950 došlo k zásadní reorganizaci podle sovětského vzoru. V roce 1951 byla mezi Československem a SSSR podepsána Dohoda o způsobu a podmínkách zúčtování za dodávanou výzbroj a materiál, podle které poskytl Sovětský svaz úvěr ve výši téměř 44 miliónů rublů na nákup vojenské techniky, zejména však letadel a radiolokátorů. Došlo ke zvýšení zbrojení a zvyšování počtu příslušníků armády, který po roce 1953 dosáhl 300 tisíc osob.[zdroj?]
Na základě rozhodnutí KSČ z ledna 1952 byla do Koreje vyslána Chirurgická polní pohyblivá nemocnice (CHPPN), která působila v podřízenosti korejské lidové armády od jara 1952 do podzimu 1953 jako součást korejské 56. nemocnice. V rámci tohoto nasazení se vystřídaly dva turnusy po zhruba 30 zdravotnících.
Pro čs. armádu byl v poválečném období typický stav, kdy se na území Československa nacházela různá výzbroj, která pocházela snad z celé Evropy i USA. Jednalo se o tanky LT-38, LLT (LT-40), M5 Stuart, Crusader, Challenger, Cromwell, Sherman Firefly, T-70, T-34/76, T-34/85, IS-2, Pz-III, Pz-IV, Panther, Tiger, samohybná děla SU-76, SU-85, ST-38 I, ST-38 II, StuG III, 43M Zrínyi II, SU-100, ISU-152, různé typy děl a jejich tahačů, obrněné vozy, automobily či lehké zbraně.[zdroj?]
Čs. vojenské letectvo disponovalo celou řadou letadel sovětského, britského i německého původu. Standardním stíhacím letounem v poválečném období se stal upravený německý Bf 109, vyráběný pod označením Avia S-199. Prvním proudovým letounem československého letectva byl německý Me 262 (pod názvem Avia S-92).
Orientace na Sovětský svaz po únorovém převratu prakticky vyřešila i směrování v pořizování další výzbroje. Čs. armáda začala postupně vyřazovat britské, americké či německé tanky a letouny a začala se orientovat buď na výzbroj vyráběnou v SSSR, na sovětskou výzbroj vyráběnou v licenci v Československu, či na vlastní československé zbraně, obrněná vozidla či dopravní prostředky. Jestliže pozemní síly užívaly do poloviny 50. let techniku, která vznikla prakticky za druhé světové války, pak v letectvu došlo k významné modernizaci. Do výzbroje byly v tomto období zavedeny bitevní letouny Iljušin Il-10, proudové stíhačky Jakovlev Jak-17, Jakovlev Jak-23, MiG-15 a MiG-17 a proudový bombardér Iljušin Il-28.[zdroj?]
V červnu roku 1954 se v Praze konal X. sjezd KSČ, který konstatoval, že „Československá armáda se stala armádou lidovou, vychovávanou k bezmezné oddanosti a lásce k lidově-demokratické vlasti.“ Název Československá armáda byl tak změněn na Československá lidová armáda.[zdroj?]

## Československá armáda v letech 1990–1992

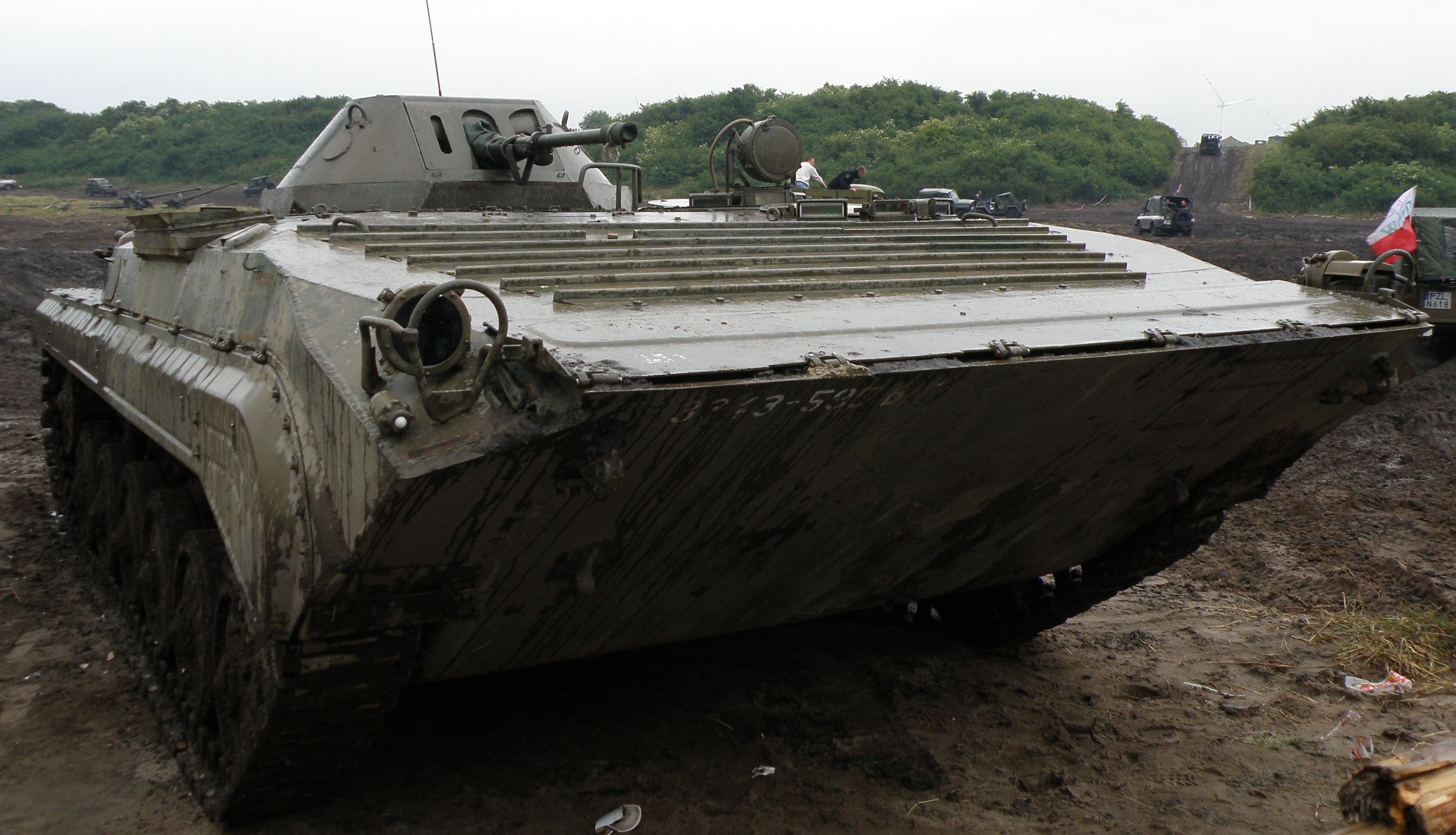
Obrněný transportér OT-90

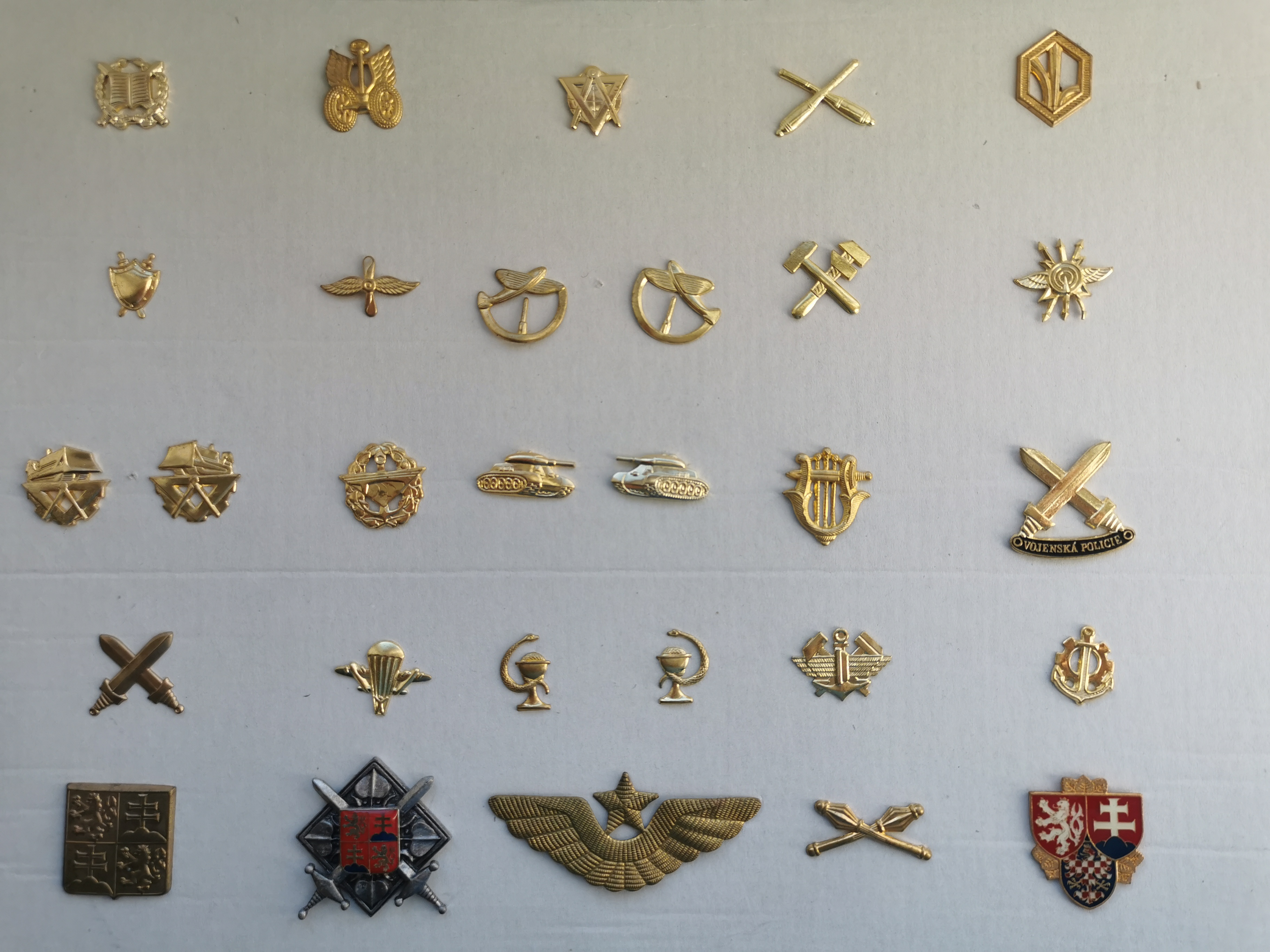
Rozlišovací odznaky čs. armády a některé další vojenské odznaky čs. armády, rok 1992

Po změně režimu, ke které došlo v listopadu 1989, nastala v Československé lidové armádě řada změn. Jednou z prvních bylo její přejmenování na Československou armádu, které se uskutečnilo dle zákona č. 74/1990 Sb. dne 14. března 1990. Byla postupně zkracována vojenská služba, byl přijat zákon o civilní službě. Klesl počet profesionálních příslušníků armády a v červnu 1991 zanikla Varšavská smlouva. V souladu se Smlouvou o konvenčních ozbrojených silách v Evropě, byly stanoveny maximální počty příslušníků armády i jejich výzbroje, čímž došlo k jejich dalšímu snižování. V letech 1990–91 se českoslovenští vojáci účastnili Války v zálivu. Na přelomu let 1991 a 1992 nastala nová reorganizace armády, která byla reakcí na měnící se bezpečnostní situaci v Evropě. K 31. prosinci došlo k zániku Československa, které bylo rozděleno na Českou republiku a Slovenskou republiku. V této souvislosti došlo i k rozdělení Československé armády na Armádu České republiky a Armádu Slovenské republiky.[zdroj?]